# Пољско-украјински рат
Пољско-украјински рат од новембра 1918. до јула 1919. године био је сукоб између Пољске и украјинских снага (и Западноукрајинске НР и Украјинске НР). Сукоб је имао своје корене у етничким, културним и политичким разликама између пољске и украјинске популације која живи у региону. Рат је почео у Источној Галицији након распада Аустроугарске и проширио се на регионе Хелм и Волинија, подручја која су претходно припадала Руској Империји, а који су се придружили Украјинској држави (марионетска држава Немачког царства) и Украјинској НР.

## Позадина сукоба
Почетак сукоба лежи у сложеној националној ситуацији у Галицији на крају 20. века. Као резултат релативне благе политике Хабзбурга према националним мањинама, Аустроугарска је била савршена основа за развој и пољских и украјинских националних покрета. Током револуције 1848. године, Аустријанци, забринути због захтева Пољака за већом аутономијом у покрајини, пружили су подршку малој групи Рутена (име источнословенског народа који ће касније прихватити самоидентификацију као „Украјинци” или „Русини”) чији је циљ био да буду признати као посебна националност. Затим су основане школе на рутенском језику, формиране су рутенске политичке партије, а Рутени су почели покушаје да развију своју националну културу. То је изненадило Пољаке, који су до револуције веровали, заједно са већином политички свесних Рутена, да су Рутени део пољске нације (која је у то време била дефинисана политички, а не етнографски). Крајем 1890-их и у првим деценијама 20. века, популистичка рутенска интелигенција усвојила је термин „Украјинци” за описивање своје националности. Почевши од 20. века, национална свест је допрла до великог броја рутенских сељака.
Вишеструки инциденти између два народа догодили су се крајем 19. и почетка 20. века. На пример, 1897. пољска администрација се успротивила Украјинцима на парламентарним изборима. Други конфликт настао је у периоду од 1901. до 1908. године у околини Универзитета у Лавову, где су украјински студенти захтевали посебан украјински универзитет, док су пољски студенти универзитета покушали да сузбију покрет. У 1903. години и Пољаци и Украјинци су одржали посебне конференције у Лавову (Пољаци у мају а Украјинци у августу). Потом су се два национална покрета развила са контрадикторним циљевима, који су на крају кулминирали сукобом.
Етнички састав Галиције био је узрок сукоба између Пољака и Украјинаца. Аустријска провинција Галиција састојала се од територија одузетих Пољској 1772. године, за време прве поделе. Ова земља, која је обухватала територију од историјског значаја за Пољску, укључујући и стару престоницу Краков, имала је већинско пољско становништво, док је источни део Галиције обухватао средиште историјске територије Галиција-Волинија где је већину чинило украјинско становништво. У Источној Галицији, Украјинци су чинили око 65 % становништва, док су Пољаци чинили само 22 % становништва. Од 44 административних дивизиона у Аустријској источној Галиције, Лавов (пољ. Lwów), највећи и главни град провинције, био је једини где су Пољаци чинили већину. У Лавову, према попису становништва 1910. године било је 60 % пољака и 17 % украјинаца. Овај град са својим већинским пољским становништвом многи Пољаци су сматрали једним од пољских културних престоница. За многе Пољаке, укључујући и пољско становништво у Лавову, било је незамисливо да њихов град не буде под пољском контролом.
Верске и етничке поделе одговарале су социјалној стратификацији. Водећа друштвена класа Галиције били су припадници пољског племства или потомци руског племства, који су у прошлости полонизовани, док су у источном делу покрајине Рутени (Украјинци) чинили већину сељачког становништва. Пољаци и Јевреји су били одговорни за већину комерцијалног и индустријског развоја у Галицији крајем 19. века.
Током 19. и почетка 20. века локални Украјинци су покушали да убеде Аустријанце да поделе Галицију на западне (пољске) и источне (украјинске) провинције. Овим покушајима су се опирали локални Пољаци који су се плашили губитка контроле над Лавовом и Источном Галицијом. Аустријанци су се у суштини сложили да поделе провинцију, а октобра 1916. године аустријски цар Карл I обећао је да ће то учинити након завршетка рата.

## Увод
Захваљујући интервенцији аустријског надвојводе Вилима, који је усвојио украјински идентитет и сматрао се да је украјински патриота, у октобру 1918. године у Лембергу су били смештени два пука углавном украјинских војника (савремени Лавов). Како се Аустроугарска распала, 18. октобра 1918. године формирана је украјинска Централна рада, састављен од украјинских чланова аустријског парламента и регионалних галицијских и буковинских скупштина, као и лидера украјинских политичких странака. Савет је најавио намеру да се западноукрајинске земље уједине у једну државу. Док су Пољаци предузимали сопствене кораке да задрже Лавов и Источну Галицију, капетан Сичких стрелаца Дмитро Витовски предводио је групу младих украјинских официра у одлучној акцији и током ноћи 31. октобра — 1. новембра, украјинске војне јединице преузеле су контролу над Лавовим. Западноукрајинска Народна Република проглашена је 1. новембра 1918. године са престоницом у Лавову.
Време проглашења Републике изненадило је пољско етничко становништво и администрацију. Нова Украјинска Република је захтевала суверенитет над Источном Галицијом, укључујући горње Карпате до града Новог Сонча на западу, као и Волинију], Карпатску Рутенију и Буковину (последње две територије су такође захтевале Мађарска и Румунија). Иако су већина становништва Западноукрајинске Народне Републике били Украјинци, многа урбана насеља имала су пољске већине. У Лвиву су украјински становници одушевљено подржали проглас, значајна јеврејска мањина у граду је прихватила или остала неутрална према украјинском прогласу, док је пољска већина у граду била шокирана што се нашла у проглашеној украјинској држави. Пошто Западноукрајинска Народна Република није била међународно призната и границе Пољске још нису биле дефинисане, питање суверенитета над спорном територијом било је сведено на питање војне контроле.

## Рат

### Однос снага
Борбе између украјинских и пољских снага биле су концентрисане око проглашене украјинске престонице Лавова и прилаза том граду. У Лавову, украјинским снагама су се супротставиле јединице локалне самоуправе које су се углавном састојале од ветерана из Првог светског рата, студената и деце. Међутим, вештом командом, добром тактиком и високим моралом Пољаци су могли да се одупру лоше планираним украјинским нападима. Поред тога, Пољаци су били у стању да вешто купе време и сачекају појачања са договором прекида ватре са Украјинцима. Док су Пољаци могли да рачунају на широку подршку цивилног становништва, украјинска страна је у великој мери зависила од помоћи изван града. Други устанци против украјинске власти избили су у Дрогобичу, Пшемислу, Самбиру и Јарославу. У Пшемислу, локални украјински војници су се брзо растурили њихове домове, а Пољаци су заузели мостове преко реке Сан и железничке пруге до Лавова, омогућавајући пољским снагама у том граду да добију значајна појачања.
После две недеље тешких борби у Лавову, наоружана јединица под командом потпуковника Мичала Карашевич-Токарзевског из обновљене пољске војске пробила је украјинску опсаду 21. новембра и стигла у град. Украјинци су потиснути. Одмах након заузимања града, неки припадници локалне јеврејске полиције напали су пољске трупе, док су истовремено пољске снаге, као и обични криминалци пљачкали јеврејске и украјинске четврти града, убивши око 340 цивила. Пољаци су такође интернирали више украјинских активиста у логоре. Украјинска влада је пружила финансијску помоћ јеврејским жртвама насиља и успела је да регрутује један јеврејски батаљон у своју војску. Неке фракције окривљују за ове злочине Плаву армију генерала Алеа. То је мало вероватно јер је овај франзус обучавао и подржавао борбене снаге које нису напустиле Француску и Западни фронт све до априла 1919. године, након побуне.
Пољске снаге су 9. новембра покушале да изненадним нападом освоје нафтна поља у Дрогобичу, али су их Украјинци надјачали и натерали на повлачење. Украјинци су задржали контролу над нафтним пољима до маја 1919.
Дана 6. новембра, у северној половини региона Буковина проглашена је нова украјинска власт: Украјинска Буковина под председником Омелијаном Поповичем. Главни град нове државе је био је Чернивци. Укинута је 11. новембра, када је румунска војска заузела Чернивцу. Украјинска администрација и њена војна подршка повукли су се из града дан раније.
Крајем новембра 1918. године, пољске снаге су контролисале Лавов и железницу која повезује Лавов са централном Пољском преко Пшемисла, док су украјинске снаге контролисале остатак Источне Галиције источно до реке Сан, укључујући области јужно и северно од железничке пруге Лавова. Тако је град Лавов, који је био под контролом Пољске, био опкољен украјинским снагама на три стране .

### Битке око Волиније
Одмах након распада Аустроугарске, пољске снаге су заузеле област Челма, убрзо након тога аустријски заповедници у југозападној Волинији (Володимир-Волински и Ковељ) предали су власт локалним Пољским националним одборима. У периоду новембар-децембар 1918. године, Пољаци су напредовали у Подлачју и западном Полесју, али су их зауставиле снаге генералла Осетског.
Док су пољске јединице покушавале да преузму контролу над овим подручјем, снаге Украјинске НР под командом Симона Петљуре покушавале су да поврате територију Холмске губерније коју су контролисале пољске трупе.
Према Ричарду Пајпсу, први велики погром у овом региону догодио се у јануару 1919. године у граду Овручу, где су јеврејско становништво опљачкали и поубијали пукови повезани са Петљуриним козачким атаманом, Козир-Зирком. Николас Верт тврди да су наоружане јединице Украјинске НР биле одговорне и за силовања, пљачке и масакре у Житомиру, у којима је 500—700 јевреја изгубило живот.
Након два месеца тешких борби, сукоб је решен у марту 1919. године од стране свежих и добро опремљених пољских јединица под генералом Едвардом Риђ-Шмиглијем.

### Пат позиција у Источној Галицији
Захваљујући брзој и ефективној мобилизацији у децембру 1918. године, Украјинци су имали велику бројчану предност до фебруара 1919. године и потиснули су Пољаке у одбрамбене положаје. Према једном америчком извештају из периода од 13. јануара до 1. фебруара 1919. године, Украјинци су на крају успели да окруже Лавов са три стране. Становници града су били лишени водовода и струје. Украјинска војска је такође држала села са обе стране железничке пруге која је водила за Пшемисл.
Украјинске снаге су наставиле да контролишу већину Источне Галиције и биле су претња за сам Лавов до маја 1919. За то време, према италијанским и пољским извештајима, украјинске снаге су уживале у високом моралу (италијански посматрач редова у Галицији навео је да се Украјинци боре са „храброшћу осуђених на пропаст”) док су многи пољски војници, посебно из дела Конгресне Пољске, желели да се врате кући јер нису видели разлог да се боре против Рутена на Рутенској земљи. Поред тога Пољаци су били надмашени у бројности два према један и нису имали муниције Упркос томе што су у почетку били бројчано надјачани, Пољаци су имали одређене предности. Њихове снаге су имале много више и боље обучених официра што је резултирало бољом дисциплинираном и мобилнијом силом, Пољаци су такође располагали одличном интелигенцијом и због контроле над железничким пругама иза њихових линија, успели су врло брзо преместити своје војнике. Као резултат тога, иако су Пољаци имали мање војника него Украјинци, у посебно важним биткама успели су да доведу што више војника и изједначе се са Украјинцима.
Дана 9. децембра 1918. украјинске снаге пробиле су спољну одбрану Пшемисла у нади да ће заузети град и тако одвојити Лавов, који је био под контролом Пољске, од централне Пољске. Међутим, Пољаци су могли брзо да пошаљу помоћне трупе и до 17. децембра Украјинци су били присиљени да се врате назад. 27. децембра, подстакнута сељачким трупама упућеним у Галицију из источне Украјине у нади да ће Западноукрајинци моћи да формирају дисциплиновану војску од њих, почела је општа украјинска офанзива против Лавова. Одбрамбена Лавова је издржала напад, а источне украјинске трупе су се побуниле.
Од 6. до 11. јануара 1919. пољски напад од 5.000 новорегрутованих снага из бивше Конгресне Пољске којим је командовао Јан Ромер, одбијен је од стране западноукрајинских снага у близини Раве-Руске, северно од Лавова. Само мали број војника, заједно са Ромером, успео је да се пробије у Лавов након што је претрпео велике губитке. Између 11. јануара и 13. јануара, пољске снаге су покушале да уклоне украјинске трупе које су опколиле Лавов са југа, док су истовремено украјинске трупе покушале још један напад на Лавов. Оба покушаја су пропала. У фебруару 1919, пољске трупе су покушале да заузму Самбир али су поражени са великим губицима, док је слаба покретљивост трупа спречила украјинце да искористе ову победу.
Дана 14. фебруара, украјинске снаге су започеле нови напад на Лавов. До 20. фебруара, успеле су да успешно прекину железничку везу између Лавова и Пшемисла, остављајући Лавов опкољен украјинским снагама које су биле у добром положају да заузму град. Међутим, мисија Антанте коју је предводила Француска стигла је у седиште Украјине 22. фебруара и захтевала да Украјинци прекину нападе под претњом прекида свих дипломатских веза између Антанте и украјинске владе. 25. фебруара украјинска војска је обуставила офанзиву. Французи су предложили линију разграничења (28. фебруар) по којој би 70 % територије Источне Галиције припало Украјинцима, а Лавов са нафтним пољима Пољацима. Украјинци би добијали половину произведене нафте. Предлог је прихваћен од стране Пољске. Украјинци су сматрали да су савезнички предлози, који су укључивали губитак значајне територије са украјинским становништвом, претерано фаворизовали Пољаке, и наставили су офанзиву 4. марта. 5. марта украјинска артиљерија разнела депонију муниције пољских снага у Лавову, настала експлозија изазвала је панику међу пољским снагама. Украјинци, међутим, нису искористили ову предност. За време прекида ватре, Пољаци су били у стању да организују војску од 8.000 до 10.000 војника која је до 12. марта стигла у Пшемисл, а до 18. марта протерали су украјинске снаге са железничке пруге Лавов-Пшемисл, трајно осигуравајући Лавов.
Од 6. до 11. јануара 1919. године мали део Украјинске галицијске армије напао је Транскарпатију како би пробудили украјинску свест међу становништвом (регион је био окупиран од стране Мађарске и Чехословачке). Украјински војници су се борили са чехословачком и мађарском локалном полицијом. Успели су да ослободе украјинска насеља под контролом Мађарске. После неких сукоба са Чехословачком, Украјинци су се повукли јер је Чехословачка (уместо Украјинске НР) била једина земља која је трговала са Западноукрајинском НР и која је политички подржавала. Даљи сукоби са чехословачким властима довели би до потпуне економске и политичке изолације Западноукрајинске НР.

### Украјински колапс
Дана 14. маја 1919. године почела је општа пољска офанзива на Волинију и Источну Галицију. Њу су покренуле јединице пољске војске уз помоћ новопридошле Плаве војске генерала Јозефа Халера. Ова армија, састављена од пољских снага које су се бориле за Антанту на Западном фронту, бројала је око 60,000 војника, била је добро опремљена од стране западних савезника и појачана особљем са искусним француским официрима посебно у циљу борбе против бољшевика, а не снага Западноукрајинске Народне Републике. Упркос томе, Пољаци су послали Халерову војску против Украјинаца како би се прекинула пат позиција у Источној Галицији. Савезници су послали неколико телеграма којима су наредили Пољацима да зауставе своју офанзиву, јер је употреба војске опремљене француским снагама против украјинске, била у супротности са условима француске помоћи, али су они игнорисани, а пољска страна је тврдила да су Украјинци били бољшевички симпатизери. Истовремено, 23. маја, Румунија је отворила други фронт против украјинских снага, захтевајући њихово повлачење из јужних делова Источне Галиције, укључујући и привремену престоницу Станиславив. То је резултирало губитком територије, муниције и даље изолације од спољног света.
Украјинске линије су биле сломљене углавном због повлачења Сичких стрелаца. Пољски напредак био је праћен великим таласом антијеврејског насиља и пљачкања које су спровеле не само дезорганизоване пољске мафије, као што је то био случај у Лавову 1918. године, него и пољске војне јединице које су деловале против наређења својих официра, посебно оних из Познањских пукова и Халерове војске. У складу са захтевима Антанте, пољска офанзива је заустављена, а трупе генерала Халера заузеле су одбрамбене положаје.

### Пољска победа
Дана 8. јуна 1919. године украјинске снаге под новом командом Олександра Хрекова, бившег генерала руске војске, започеле су контраофанзиву, а након три седмице стигли су до горњег тока реке Стрије, поразивши пет пољских дивизија. Иако су пољске снаге биле приморане да се повуку, оне су избегле да буду опкољене и заробљене. Тако да упркос победама украјинске снаге нису могле да добију значајне количине оружја и муниције. До 27. јуна украјинске снаге су напредовале 120 km дуж реке Дњестар а на другој страни 150 km до града Бродија. Након два дана стигли су у Лавов.
Успешна офанзива заустављена је првенствено због недостатка оружја — било је само 5-10 метака за сваког украјинског војника. Западноукрајинска влада контролисала је нафтна поља у околини Дрогобича са којом је планирала да купи оружје за борбу, али из политичких и дипломатских разлога оружје и муницију могли су допремити само из Чехословачке. Иако су украјинске снаге успеле да потисну Пољаке отприлике 120—150 km, нису успеле да обезбеде пут за Чехословачку. То је значило да нису били у могућности да допуне своје снабдевање оружјем и муницијом, а недостатак залиха присилио је Хрекова да оконча своју кампању.
Јозеф Пилсудски преузео је команду над пољским снагама 27. јуна и започео нову офанзиву, уз помоћ две нове пољске дивизије. Пољска офанзива започела је 28. јуна. Без муниције и суочавање са непријатељем који је сада двоструко бројнији, Украјинци су били приморани до средине јула 1919. да се повуку на линију реке Збруч. Отприлике 100.000 цивилних избеглица и 60.000 војника, од којих је 20.000 било спремно за борбу, успели су побећи преко реке Збруч у источну Украјину.

## Дипломатски фронт
Пољске и украјинске снаге бориле су се на дипломатским и војним фронтовима током и након рата. Украјинци су се надали да ће западни савезници Првог светског рата подржати њихов циљ, јер је Версајски споразум којим је завршен Први светски рат био заснован на принципу националног самоопредељења. Због тога, дипломате Западноукрајинске Народне Републике су се надале да ће Запад приморати Пољску да се повуче са територија украјинске демографске већине.
Мишљење међу савезницима је било подељено. Британија, под водством премијера Дејвида Лојда Џорџа, и у мањој мери Италија су се противиле пољској експанзији. Њихови представници су тврдили да би давање територије Западноукрајинске Народне Републике Пољској прекршило принцип националног самоопредељења и да би непријатељске националне мањине угрозиле пољску државу. У стварности, британска политика је диктирана неспремношћу да се угрозе руски интереси у региону и отуђење будуће Руске државе спречавањем могућег уједињења источне Галиције са Русијом. Поред тога, Британија је била заинтересована за западноукрајинска нафтна поља. Чехословачка, која је и сама учествовала у сукобу са Пољском, била је у пријатељским односима са Украјинском владом и продавала јој оружје у замену за нафту. Француска је, с друге стране, снажно подржала Пољску у сукобу. Французи су се надали да ће велика, моћна Пољска држава послужити као противтежа Немачкој и изоловати Немачку од совјетске Русије. Француске дипломате су доследно подржавале пољске захтеве за територије које су такође тражиле Немачка, Литванија и Украјина. Француска је такође обезбедила велики број оружја и муниције, као и француске официре, нарочито снаге генерала Халера, пољским снагама које су коришћене против западноукрајинске војске, што је непријатно изненадило Лојда Џорџа и председника Вилсона.
Током зиме 1918.-1919. године, дипломатском офанзивом пољска влада покушала је да нагне мишљење савезника у корист потпуне пољске иницијативе и да се супротставе немачкој кампањи дезинформација, која је имала за циљ ослабити француску, британску и америчку подршку новој Пољској држави. Владини званичници у Пољској и иностранству стално су постављали питање могуће везе између Немачке и Западноукрајинске Народне Републике, инсистирајући на томе да су Немци финансијски подржавали западноукрајинску владу и бољшевичку револуцију у Русији како би посејали талас политичких немира и хаос у региону. Међутим, Украјинци су се успротивили таквим тврдњама, тврдећи да су Пољаци само покушавали да прикажу Западноукрајинску Народну Републику као пронемачку и наклоњену према бољшевицима због успешне одбране Украјинске галицијске војске која је зауставила пољску војну офанзиву.
У покушају да оконча рат, у јануару 1919. године послата је савезничка комисија на челу са француским генералом да преговара о мировном споразуму између две стране, што је довело до прекида ватре. У фебруару је препоручено да Западноукрајинска Народна Република преда трећину своје територије, укључујући град Лавов и нафтна поља у области Дрогобича. Украјинци су одбили, примирје није одговарало етничком саставу територије или војној ситуацији и прекинули су дипломатске везе са Пољском.. Средином марта 1919. године, француски маршал Фердинанд Фош, који је желио да користи Пољску као оперативну базу за офанзиву против Црвене армије, довео је питање Пољско-украјинског рата пред Врховни савет и позвао пољско-румунске власти на војне операције које би се спроводиле уз подршку савезника, као и слање Халерових дивизија Пољској како би помогле у ослобађању Лавова из украјинске опсаде.
Друга савезничка комисија, предвођена јужноафричким генералом Луисом Ботом, предложила је примирје у мају по ком би Украјинци задржали нафтна поља Дрогобича а Пољаци задржали Лавов. Украјинска страна се сложила са овим предлогом, али су га Пољаци одбили на основу тога што није узета у обзир свеукупна војна ситуације Пољске и околности на источном фронту. Бољшевичка војска пробила је снаге Украјинске НР и напредовала је према Подолији и Волинији. Пољаци су тврдили да им је потребна војна контрола над целом Источном Галицијом како би осигурали руски фронт у јужном делу и ојачали га савезом са Румунијом. Пољаци су убрзо започели напад користећи велику силу допремљену од стране Француске (Халерова војска), која је заузела већину територије Западноукрајинске Народне Републике. Хитни телеграми западних савезника који су захтевали прекид ове офанзиве су игнорисани. Чехословачка, која је наследила седам рафинерија нафте из предратних аустријских времена и која је била зависна о уговорима о нафти с украјинском владом, захтевала је од Пољака да пошаљу чехословачку нафту која је плаћена украјинској влади. Пољаци су то одбили, тврдећи да је нафта плаћена муницијом која је коришћена против пољских војника. Иако чехословаци нису узвратили, према пољским извештајима, они су разматрали заплену нафтних поља од Пољака и њихово враћање Украјинцима који би испунили своје уговорне обавезе.
Савезничко веће је 25. јуна 1919. легитимисало пољску контролу над Источном Галицијом кроз резолуцију којом је одобрена војна окупација од стране пољских снага, укључујући и Халерову војску, до реке Збруч и овластила пољску владу да успостави привремену цивилну управу, која би очувала што је више могуће територијалне аутономије и слободе становника. 21. новембра 1919. године највиши савет Париске мировне конференције доделио је Источну Галицију пољској на период од 25 година, након чега би био одржан референдум, и обавезали су пољску владу да обезбеди територијалну аутономију региону. Ова одлука је суспендована 22. децембра 1919. и никада није спроведена. 21. априла 1920. године Јозеф Пилсудски и Симон Петљура потписали су савез Варшавским споразумом, у коме је Пољска обећала Украјинској НР војну помоћ у Кијевској офанзиви против Црвене армије у замену за прихватање пољско—украјинске границе на реци Збруч.
Након овог споразума, влада Западноукрајинске Народне Републике отишла је у изгнанство у Беч, где је уживала подршку разних западноукрајинских политичких емиграната као и војника Галицијске војске интерниране у Бохемији. Иако није званично призната од стране било које државе као влада Западноукрајинске НР, учествовала је у дипломатским активностима са француском и британском владом у нади да ће добити повољне положаје у Версају. Као резултат својих напора, Савет Лиге народа је 23. фебруара 1921. објавио да Галиција лежи изван територије Пољске и да Пољска нема мандат да успостави административну контролу у тој земљи и да је Пољска само окупатор Галиције, чији је суверенитет гарантован (у складу са Споразумом из Сен Жермена потписаним са Аустријом у септембру 1919) и чија ће судбина бити одређена од стране Савета амбасадора у Лиги народа. Савет амбасадора у Паризу изјавио је 8. јула 1921. да такозвана „западноукрајинска влада” Евгена Петрушевича није чинила владу ни де факто ни де јуре и није имала право да представља било коју од територија које су некада припадале Аустријском царству. Након дугог низа преговора, 14. марта 1923. године, Савет амбасадора је одлучило да ће Галиција бити укључена у Пољску „узимајући у обзир да је Пољска признала да у погледу источног дела Галиције етнографски услови у потпуности заслужују њен аутономни статус.” Након 1923. Галиција је међународно призната као део Пољске. Влада Западноукрајинске Народне Републике тада је распуштена, док је Пољска одбила да испуни обећање о аутономији за Источну Галицију.

## Цивилне жртве
Историчар Христоф Мик тврди да током овог рата није било систематског насиља нити масакра над етничким Пољацима, али да су обе стране међусобно чиниле злочине. Када су украјинске снаге први пут заробиле Лавов, одбиле су да узму таоце и чак су биле спремне да уђу у преговоре са пољском страном, али су наишле на оружани отпор. Пољски историчари, међутим, описују бројне примере током којих су украјинске трупе користиле терор да би покориле Пољаке. Украјинске власти покушале су да застраше пољско становништво у Лвиву слањем војника и наоружаних камиона на улице и расипање гомиле која се могла окренути пољским демонстрацијама. Украјински војници су патролирали улицама ватреним оружјем и митраљезима усмереним на пролазнике, пољски извори тврде да су Украјинци пуцали у пролазнике који су их гледали са прозора или улаза у зграду, док су украјински извори тврдили да су Пољаци пуцали на њихове војнике од прозора и капија. Пољски борци често су се облачили у цивилну одећу када су пуцали на украјинске војнике. Према историчару Кристофу Мику, и Пољаци и Украјинци су учествовали у пропагандном рату где је свака од страна оптужживала другу за ратне злочине и бруталност. За време битке за Лавов, наводно су пољске медицинске сестре које су помагале рањеним војницима заробљене од стране украјинских снага и мучене пре него што су погубљене., док су украјински извори тврдили да су пољски војници пуцали у украјинске медицинске патроле и оптуживали пољаке за силовања и крвну жудњу.
Када су Пољаци заробили Лавов, мешовита група пољских криминалаца отпуштена је из затвора, а која је потом са полицајцима и неким редовним војницима пљачкала јеврејске и украјинске делове града и злостављали локалне цивиле. Према историчару Норману Дејвису, Пољаци су убили око 340 цивила, од којих су 2/3 били Украјинци а остало Јевреји. Према Кристофу Мику, само су Јевреји убијени током ових догађаја а Украјинци, иако подвргнути непријатељским делима, нису убијена. Како се украјинска војна ситуација погоршавала, украјинска страна се осветила пољским цивилима, убијала пољске тинејџере, или чак људе који су носили пољске националне симболе на одећи попут дугмета са белим орлом. Посебно је масовно погубљење цивилне породице Мичонскич шокирало јавно мњење у Лавову, међу убијеним био је ратни ветеран са инвалидитетом и стари отац од 72 године.
Према пољским историчарима, током рата, украјинске снаге су извршиле масакре над пољским становништвом у Соколоникију где је спаљено 500 зграда и око 50 пољака убијено. У Замарстинову је украјински командант оптужио пољско становништво да подржава пољску страну и дозволио је својим трупама бруталне кућне провале у којима су цивиле тукли, пљачкали, убијали и силовали. Током ових догађаја, украјинске снаге су такође убијале ратне заробљенике. Дан касније, пољске трупе су погубиле групу украјинских затвореника у знак одмазде..
Дана 24. новембра 1919. године, село Билка Шлачецка је нападнута од стране украјинских снага, спаљено, а цивилно становништво је масакрирано, док је 45 цивила убијено и 22 рањено. У Чодачков Вјелки, 4 пољске девојке су убијене од стране украјинских војника а њихова тела су унакажена. Посебна Пољска комисија за истраживање ових злочина утврдила је да су се догодили још драстичнији догађаји, али је одбила окривити Украјинску нацију за њих, окривљујући мали проценат украјинског друштва, углавном војника, сељака и тзв. полуинтелигенције, односно сеоске наставнике, службенике и чланове жандармерије. Комисија, која је укључивала представнике из Италије и Француске, утврдила је да је у само три округа почињено 90 убистава, поред пљачки. Бројне цркве су оскрнавиле и украјинске снаге. Монахиње из три манастира су силоване, а касније убијене експлозивним гранатама. Било је случајева где су људи живи закопавани. Комисија је такође приметила да неколико украјинских сељака има скривене Пољаке. Шеф комисије Заморски је препоручио затварање криваца за злочине и успостављање пријатељских односа са украјинским становништвом на основу постојећих закона. .

## Последице
Око 10.000 Пољака и 15.000 Украјинаца, углавном војника, настрадало је током овог рата. Прекид ватре је договорен 17. јула. Украјински ратни заробљеници држани су у бившим аустријским заробљеничким логорима у Дабију, Лањцуту, Пикулицама, Стрзалкову и Вадовицама.
Након рата, Французи, који су Пољску подржавали дипломатски и војно, добили су контролу над источним галицијским нафтним пољима у условима који су били веома неповољни за Пољску.
Почетком Другог светског рата, подручје Источне Галиције, Волиније и северне Буковине је анексирано од стране Совјетског Савеза и прикључено Украјинској ССР, која је у то време била република Совјетског Савеза. Према одлукама Кримске конференције, пољско становништво у Источној Галицији је пресељено у Пољску, чије су границе померене према западу, регион је остао део Совјетске Украјине након рата и тренутно чини западни део данас независне Украјине.

## Наслеђе
Иако је 70 до 75 хиљада људи који су се борили у Украјинској галицијској војсци изгубило рат, а пољске територије враћене Пољској, искуство проглашења Украјинске државе значајно је појачало и продубило украјинску националистичку оријентацију унутар Галиције. Од међуратне ере, Галиција је била центар украјинског национализма.
Пољско-украјински рат је био главни узрок неуспеха да се успостави Украјинска држава у Кијеву крајем 1918. и почетком 1919. године. У том критичном времену Галицијска војска, велика, добро дисциплинована и имуна на комунистичке субверзије, могла је да смањи равнотежу моћи у корист Украјинске државе. Уместо тога, све своје ресурсе је фокусирала на одбрану своје Галицијске домовине. До времена када су Западноукрајинске снаге прешле на исток у лето 1919. године, након што су их потиснули Пољаци, руске снаге су се знатно повећале и утицај Галицијанаца није био пресудан.
После рата украјински војници који су се борили у овом рату постали су предмет народних песама а њихови гробови као место годишњих ходочашћа у западној Украјини која је остала у Совјетском Савезу упркос прогону, од стране совјетских власти, оних који су поштовали украјинске трупе.
За Пољаке који живе у Источној Галицији победа пољских снага над Украјинском галицијском војском и перспектива региона да поново постане део недавно реконструисане Пољске Републике, након 123 година стране окупације изазвао је велики талас узбуђења. У годинама након рата, битке као што је одбрана Лавова памтиле су се као изванредни примери пољског јунаштва и отпорности. Млади браниоци, који су изгубили животе бранећи град, сахрањени су на Личаковском гробљу.

### На енглеском језику
- P. R. Magocsi (2010). A History of Ukraine: The Land and Its People. University of Toronto Press. стр. 471.
- Michlic, Joanna B. (2006). Poland's Threatening Other: The Image of the Jew from 1880 to the Present. University of Nebraska Press. ISBN 978-0-8032-5637-8.
- H. V. Kas'ianov (2009). A Laboratory of Transnational History: Ukraine and Recent Ukrainian Historiography. Central European University Press. стр. 199.
- Subtelny, Orest (2000). Ukraine: A History. University of Toronto Press. ISBN 978-0-8020-8390-6.
- Risch, William Jay (2011). The Ukrainian West: Culture and the Fate of Empire in Soviet Lviv. Harvard University Press. стр. 30. ISBN 978-0-674-05001-3.
- Kofman, Jan; Roszkowski, Wojciech, ур. (2008). Biographical dictionary of Central and Eastern Europe in the Twentieth Century. M.E. Sharpe. стр. 783.
- Watt, R. (1979). Bitter Glory: Poland and Its Fate 1918—1939. New York: Simon and Schuster. ISBN 978-0-671-22625-1.
- Kubijovyč, Volodymyr E., ур. (1963). Ukraine, a Concise Encyclopedia, Vol. 1. Ukrainian National Association, University of Toronto Press. стр. 760.
- Magosci, Paul R. (1996). A History of Ukraine. Toronto: University of Toronto Press. ISBN 978-0-8020-0830-5.
- Leonid Zaszkilniak. The origins of the Polish-Ukrainian conflict in 1918—1919.. Lviv
- Valasek, Paul S. (2006). Haller's Polish Army in France. Chicago. ISBN 978-0-9779757-0-9.

### На пољском језику
- Marek Figura (2001). Konflikt polsko-ukraiński w prasie Polski Zachodniej w latach 1918—1923. Poznań: Wydawn. Poznańskie. ISBN 978-83-7177-013-5.
- Karol Grünberg, Bolesław Sprengel (2005). "Trudne sąsiedztwo. Stosunki polsko-ukraińskie w X-XX wieku". Warszawa: Książka i Wiedza. ISBN 978-83-05-13371-5.
- Witold Hupert (1928). Zajęcie Małopolski Wschodniej i Wołynia w roku 1919.. Książnica Atlas, Lwów — Warszawa
- Władysław Pobóg-Malinowski (1956). Najnowsza Historia Polityczna Polski, Tom 2, 1919—1939. London. ISBN 978-83-03-03164-8.
- Władysław A. Serczyk (2001). Historia Ukrainy (3rd изд.). Wrocław: Zakład Narodowy im. Ossolińskich. ISBN 978-83-04-04530-9..

### На украјинском језику
- Західно-Українська Народна Республіка 1918—1923. Енциклопедія. Т. 1: А–Ж (PDF) (на језику: украјински). Івано-Франківськ: Манускрипт-Львів. 2018. ISBN 978-966-2067-44-6. Архивирано из оригинала (PDF) 9. фебруар 2023. г.

- Західно-Українська Народна Республіка 1918—1923. Енциклопедія. Т. 2: З–О (PDF) (на језику: украјински). Івано-Франківськ: Манускрипт-Львів. 2019. ISBN 978-966-2067-61-3. Архивирано из оригинала (PDF) 9. фебруар 2023. г. Непознати параметар |DUPLICATE_ref= игнорисан (помоћ)

- Західно-Українська Народна Республіка 1918—1923. Енциклопедія. Т. 3: П–С (PDF) (на језику: украјински). Івано-Франківськ: Манускрипт-Львів. 2020. ISBN 978-966-2067-65-1. Архивирано из оригинала (PDF) 9. фебруар 2023. г. Непознати параметар |DUPLICATE_ref= игнорисан (помоћ)

- Західно-Українська Народна Республіка 1918—1923. Енциклопедія. Т. 4: Т-Я (PDF) (на језику: украјински). Івано-Франківськ: Манускрипт-Львів. 2021. ISBN 978-966-2067-72-9. Архивирано из оригинала (PDF) 9. фебруар 2023. г. Непознати параметар |DUPLICATE_ref= игнорисан (помоћ)